# Fiat X1/23
Fiat X 1/23 este un prototip de autoturism produs de Fiat, prezentat inițial în 1972 la Salonul Auto de la Torino. Versiunea electrificată a fost revelată în 1976, marcând primul vehicul electric produs de constructorul italian Fiat. Proiectat de Centro Stile Fiat, modelul este un mic automobil urban cu două locuri, diferit de orice alt vehicul Fiat produs în acea perioadă.

## Specificații tehnice (modelul 1976)
Prototipul X 1/23 din 1976 este echipat cu un motor electric cu putere nominală de 14 kW, acționând roțile din față prin transmisie integrală față. Sistemul integrează tehnologie regenerativă de frânare pentru recuperarea parțială a energiei. Bateriile sunt amplasate în partea din spate a vehiculului. X 1/23 are o viteză maximă de 72,4 km/h și o autonomie declarată de aproximativ 80,5 km. În ciuda dimensiunilor sale reduse, automobilul cântărește 820 kg, dintre care 166 kg reprezintă greutatea bateriei.
Prototipul X 1/23 a servit ca platformă experimentală pentru testarea tehnologiilor electrice în condiții urbane. Dimensiunile reduse (Lungime: ~2,8 m; Lățime: ~1,5 m) și configurația bipunct îl orientau către utilizare în medii metropolitane dense.